# Floorball League
Floorball League ist ein Unihockey/Floorball-Computerspiel, das von den Prodigium Game Studios entwickelt und veröffentlicht wurde. Das Spiel wurde am 3. Dezember 2010 für Windows veröffentlicht. Es beinhaltet die Lizenzen der International Floorball Federation und der finnischen Salibandyliiga.
Nach dem in den 1990er Jahren veröffentlichten MER-innebandy, ist Floorball League das zweite Unihockey/Floorball-Computerspiel überhaupt.

## Entwicklung
Die Entwicklung von Floorball League begann in November/Dezember 2007. Die Prodigium Game Studios benutzten für die Spieleranimationen ihre eigene Motion-Capture-Technologie.
Im Februar 2010 wurde die erste Demo Training session veröffentlicht. Außerdem wurden im selben Jahr die Prodigium Game Studios als einer von sechs Entwicklerstudios vom Nordic Game Program von Nordic Games unterstützt. Im Juli 2010 erschien dann eine Gameplay Demo, bei der man mit Finnland und Schweden spielen konnte.

## Spielmodi
- Exhibition matches
- League
- Tournament
- Shootout
- Training session
- Local single and multiplayer
- Online multiplayer

## Nachfolger
Aufgrund der großen Nachfrage (es gibt keine DVD-Versionen mehr zu kaufen) planen die Entwickler, zur Saison 2017/18 einen neuen Ableger zu entwickeln.